# Köçekce

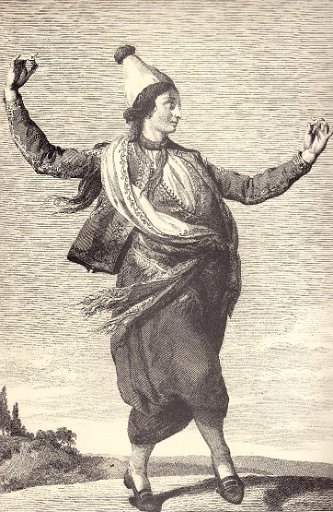
Ein Köçek

Köçekce ist eines der bekanntesten Werke des türkischen Komponisten Ulvi Cemal Erkin. Das Werk gewann den von der regierenden Republikanischen Volkspartei ausgerufenen Musikwettbewerb und wurde am 1. Februar 1943 unter der Leitung von Ernst Praetorius vom Präsidenten-Orchester (Riyaseticumhur Filarmoni Orkestrası) in Ankara uraufgeführt. Der Name des Stückes leitet sich von der osmanischen Tradition der Tanzknaben, der Köçeks ab.
Es handelt sich um eine Suite bzw. Tanzrhapsodie mit abrupten Rhythmuswechseln zwischen gradlinigen Rhythmen und solchen mit Halbschritt (aksak), größtenteils jedoch in einem 9/8 Rhythmus (mit dem Aufbau 2+2+2+3), der durchgehend marcato gespielt wird. Die Suite ist durchzogen von Motiven der türkischen Kunst- und Volksmusik, u. a. aus den Stücken Karcığar Köçekçe (von Hammâmîzâde İsmail Dede Efendi ebenfalls in der Kunstmusik aufgegriffen) und Ulah Havası
Das Werk ist ein Beispiel für die von der türkischen Republik unter Mustafa Kemal Atatürk initiierte Kulturpolitik zur Synthese anatolischer Volksmusik mit dem für die türkische Musik noch relativ fremden Konzept der polyphonen europäischen Musik. Das europäische Orchester mit klassischer Instrumentalbesetzung wurde für das Werk mit in der Türkei geläufigen Instrumenten, z. B. der Zimbel und manchmal auch der Darbuka, erweitert, die Motive sind der türkischen Kunst- und Volksmusik entnommen und für das Orchesterstück transformiert worden.